# Mahanta zolotuhini
Mahanta zolotuhini is een vlinder uit de familie slakrupsvlinders (Limacodidae). De wetenschappelijke naam van de soort is voor het eerst geldig gepubliceerd in 2005 door Alexey V. Solovyev.

## Type
- holotype: "male, 31.III.1996, leg. T. Csovary & P. Steger, genitalia slide no. GU N 9637"
- instituut: MWM, München, Duitsland
- typelocatie: "Taiwan, Nantou, 3 km E of Tili, 12°58'E, 23°47'N, 555 m"